# Европейский маршрут E13
Европейский маршрут E13 — европейский автомобильный маршрут от Донкастера, Саут-Йоркшир, до Лондона длиной 230 километров, проходит только по территории Великобритании. Трасса проходит почти по всей длине трассы Великобритании М1, которое идет от Уэст-Йоркшира до Лондона. Хотя Правительство Великобритании участвует во всех действиях связанных с европейскими маршрутами, они не обозначены в пределах страны.
Маршрут дороги проходит по городам: Донкастер — Шеффилд — Ноттингем — Лестер — Нортгемптон — Лутон — Лондон

## Фотографии

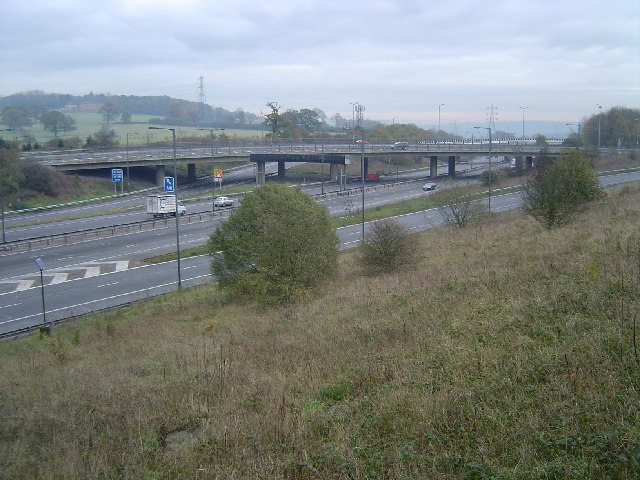
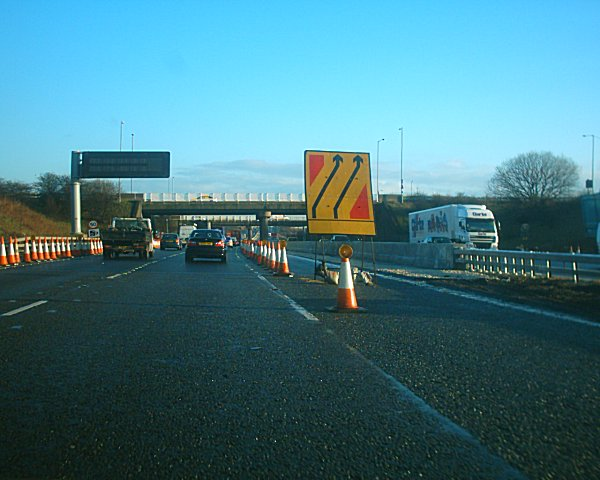
Е13 около Лондона